# Terence 'Tye' Esajas
Terence 'Tye' Esajas (19 september 1974) is een Nederlandse R&B-zanger, songwriter, Producer en winnaar van de Nederlandse R&B Awards 2000.
Tye maakte, samen met Rogér Griffith, Iwan Cairo en Marc Danhof, deel uit van de R&B band DeAnté. Als leadzanger van de Nederlandse R&B band DeAnté maakte hij furore in de jaren negentig. Ze scoorden een aantal hits en wonnen de Nederlandse R&B award voor beste act. Nadat de groep uit elkaar ging, richtte Tye zich meer op producties en op het schrijven van liedjes voornamelijk in Nederland en de Verenigde Staten.

## Biografie
Tye is geboren in Amsterdam, Nederland en groeide op in Suriname en Nederland.
Na de scheiding van zijn ouders (op twaalfjarige leeftijd), verhuisde hij op vijftienjarige leeftijd met zijn moeder en twee broertjes naar Amsterdam.

### DeAnté
In Amsterdam startte Tye samen met klasgenoot Marc Danhof de groep DeAnté die toen nog bekendstond als Embraze en werd aangevuld door Iwan Cairo en Roger Griffith.
Na de vocalcoaching van Carlo Muringen en wijlen Rudy Duurvoort begon de groep met optredens in Nederland en later door heel Europa.
Ze waren onder andere support acts voor X-Scape, Keith Washington, Destiny's Child, K-Ci & JoJo, Foxy Brown, Blackstreet en meer R&B/HipHop acts.
Tye was inmiddels 22 jaar en werd met de groep gecontracteerd door BMG Entertainment in Duitsland. De naam 'Embraze' diende gewijzigd te worden, omdat een rockgroep reeds deze naam gebruikte. Roger Griffith stelde de naam 'DeAnté'.
De eerste single getiteld 'Crazy' werd uitgebracht in Duitsland.
Na een bescheiden plek in de Duitse top 50 en verschillende visies, besloten de groep en de platenmaatschappij uit elkaar te gaan. 
Terug in Nederland gaf DeAnté een show als hoofdact in een uitverkochte Escape: een van de grootste discotheken binnen Amsterdam.
Een klein jaar later werd Deanté benaderd door Sylvana Simons die hun verzocht een bijdrage te leveren aan haar 'Sylvana's Soul' kerst cd.
Hun bijdrage 'This christmas night' werd binnen de R&B scene een hit. 
Producent Jerry Wolf nam contact op met de 24-jarige Tye. Jerry wilde in opdracht van zijn Publisher een liedje insturen voor het Nederlandse Nationaal Songfestival. 
Het nummer 'We don't live too long' werd geselecteerd voor deelname en Deanté eindigde als tweede.
'We don't live too long' werd een top 15 hit in de Nederlandse top 100 en behaalde notering 18 in de Top 40. Niet veel later werd DeAnté gecontracteerd door Tony Berk senior: directeur van het voormalige Dino Music. DeAnté bracht naast hun eerste hit nog twee singles uit getiteld 'Do what you wanna do' en 'Crazy' en het album 'Global Victory'.
In datzelfde jaar won DeAnté de Nederlandse R&B award voor Beste Act.
Een jaar later besloot DeAnté te stoppen en een afscheidsconcert volgde bij het Racism beat it festival.

### Na DeAnté
Tye ging zich volledig richten op een loopbaan als muzikant en artiest.
Niet lang daarna werd Tye benaderd door Jack Night die hij een jaar eerder via Amerikaanse vrienden, (die stafleden waren van P.Diddy) had ontmoet en onder de indruk waren van Tye's talenten. Jack Night, directeur van Richkids Entertainment en Creative Associate van P.Diddy, contracteerde de 25-jarige Tye. Deze overeenkomst leidde ertoe dat Tye opdrachten heeft uitgevoerd in Amerika voor prominente R&B artiesten.
Het contract werd uiteindelijk beëindigd doordat Tye voor de keuze werd gesteld om in de USA te gaan wonen of om zijn loopbaan in Europa voort te zetten.
Tye koos voor zijn loopbaan en leven in Europa en richtte zich vanaf dat moment op de Nederlandse markt. Tye werd de vaste achtergrond vocalist van Berget Lewis en tijdelijke voor Postmen.
In 2006 brengt de rapper Jaycolin met Tye als additionele artiest, de single 'Mighty Fine' uit.
De samenwerking zette zich voort en resulteerde in Jay's eerste album. 
De documentaire 'DutchTouch' van Ulrike Helmer legde vast hoe deze productie tot stand kwam. Vanaf 2007 begon Tye zich meer te richten op eclectische muziekstromingen zoals afropunk, het begeleiden van startende acts en het opzetten van zijn entertainment-denktank ggabb society.
Daarnaast is Tye mede-oprichter van de urban website faqfiles.nl waar Tye praktische tips en adviezen geeft aan zowel nieuwe talenten als gevestigde artiesten.

## Discografie

### Albums
| Jaar | Artiest        | Titel          |
| ---- | -------------- | -------------- |
| 2000 | Deanté         | Global Victory |
| 2006 | Boris Titulaer | Holy Pleasure  |
| 2007 | Berget Lewis   | Finally        |
| 2007 | Rose Stigter   | Livin'It       |

### Singles
| Jaar | Artiest        | Titel                  |
| ---- | -------------- | ---------------------- |
| 1999 | Deanté         | We Don't Live Too Long |
| 2000 | Deanté         | Do What You Wanna Do   |
| 2000 | Deanté         | Crazy                  |
| 2006 | Boris Titulaer | Within My Hands        |
| 2006 | Berget Lewis   | It Don't Matter        |
| 2007 | Berget Lewis   | Feel This Way          |
| 2007 | RAW            | Catching Feelings      |

## Filmografie
| Jaar | Titel                          |
| ---- | ------------------------------ |
| 2006 | Bolletjes Blues (Musical Film) |
| 2006 | Dutch Touch (Documentaire)     |